# تلمبه ثمره ۱
تلمبه ثمره ۱ یک منطقهٔ مسکونی در ایران است که در دهستان کوه‌پنج واقع شده‌است.